# Уэльская конгрегационалистская объединённая церковь Христа
Уэльская конгрегационалистская объединенная церковь Христа (англ. Welsh Congregational United Church of Christ), ранее известная как Первая валлийская конгрегационалистская церковь (англ. First Welsh Congregational Church) — церковь, расположенная в сельской местности к юго-западу от Айова-Сити, штат Айова, США. В 1977 году включена в Национальный реестр исторических мест США. 

## История
Первая проповедь, связанная с этой церковью, состоялась в доме Джона Гриффита в сентябре 1845 года, и, как считается, это первая валлийская церковь «во всем регионе к западу от реки Миссисипи», согласно отчёту 1905 года в Columbus Gazette.  На следующий год община была основана как конгрегационалистская церковь, также в доме Гриффита. В 1848 году верующие приобрели то же здание и переоборудовали его в свой молитвенный дом. Кладбище во дворе церкви было основано в 1851 году. Дом собраний служил нуждам верующих до тех пор, пока в 1864 году не было построено первое церковное здание. Старое здание было продано и переоборудовано в конюшню. Эта община является материнской церковью двух других валлийских общин.  Конгрегация Айова-Сити была основана в 1849 году, а конгрегация Уильямсбурга, штат Айова, была основана из-за спора об использовании валлийского языка во время богослужений. Оуэн Эванс возглавил сторонников проведения богослужений на английском языке и основал общину в Уильямсбурге примерно в 1860 году.

## Строительство
Строительство нынешней церкви было завершено в 1887 году за 1828,56 долларов США, и она была освящена без каких-либо долгов.  На протяжении более 50 лет здесь проходили ежегодные собрания Ассоциации валлийских конгрегационалистских церквей, известной как «Джиманфа» (англ. Gymanfa). Это здание также было местом проведения ежегодного Эйстетвода — фестиваля ораторского искусства, поэзии и музыкальных конкурсов.  

## Преобразование
Община продолжала совершать богослужения здесь до 1954 года, пока не распалась из-за сокращения числа прихожан. Закрытие было временным, поскольку в 1963 году начались попытки восстановить общину. В настоящее время храм связан с Объединенной Церковью Христа.